# Beilby Porteus
Beilby Porteus (ou Porteous ; 8 mai 1731 - 13 mai 1809), successivement évêque de Chester et de Londres, est un réformateur de l'Église d'Angleterre et un abolitionniste de premier plan en Angleterre. Il est le premier anglican en position d'autorité à contester sérieusement la position de l'Église sur l'esclavage.

## Jeunesse
Porteus est né à York le 8 mai 1731, le plus jeune des 19 enfants d'Elizabeth Jennings et de Robert Porteus, planteur. Bien que la famille soit d'ascendance écossaise, ses parents sont des planteurs virginiens qui sont retournés en Angleterre en 1720 en raison des difficultés économiques de la province et pour la santé de son père. Éduqué à York et à la Ripon Grammar School, il étudie les classiques au Christ's College, Cambridge, devenant un fellow en 1752. En 1759, il remporte le prix Seatonian pour son poème Death: A Poetical Essay, œuvre dont on se souvient encore.
Il est ordonné prêtre en 1757 et, en 1762, est nommé Chapelain de Thomas Secker, archevêque de Canterbury, étant son assistant personnel au palais de Lambeth pendant six ans. C'est au cours de ces années que l'on pense qu'il est devenu plus conscient des conditions des Africains réduits en esclavage dans les colonies américaines et dans les Antilles britanniques. Il correspond avec le clergé et les missionnaires, recevant des rapports sur les conditions épouvantables auxquelles sont confrontés les esclaves du révérend James Ramsay aux Antilles et de Granville Sharp, l'avocat anglais qui a défendu les esclaves dans les procès des esclaves libérés en Angleterre.
En 1769, Beilby Porteus est nommé aumônier du roi George III. Il est répertorié comme l'un des prédicateurs de carême à la chapelle royale, Whitehall en 1771, 1773 et 1774. Il est aussi Recteur de Lambeth (un poste partagé entre l'archevêque de Canterbury et la Couronne) de 1767 à 1777 et plus tard Maître de St Cross, Winchester (1776–77).
Il est préoccupé par les tendances au sein de l'Église d'Angleterre vers ce qu'il considère comme la dilution de la vérité des Écritures et défend la pureté doctrinale et s'oppose au mouvement anti-souscription, composé de théologiens et d'érudits qui, selon lui, veulent édulcorer les doctrines et croyances chrétiennes cardinales et sont également pour permettre au clergé de souscrire aux trente-neuf articles. En même temps, il est prêt à proposer un compromis sur la révision de certains articles. Toujours un homme de l'Église d'Angleterre, il est cependant heureux de travailler avec les méthodistes et les dissidents et reconnait leurs contributions majeures dans l'évangélisation et l'éducation.
Il est marié à Margaret Hodgson .

## Évêque de Chester

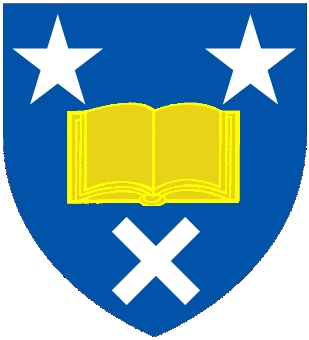
Armuries de Beilby Porteus

En 1776, Porteus est nommé évêque de Chester, prenant le poste en 1777. Il ne perd pas de temps à s'attaquer aux problèmes d'un diocèse dont la population est en forte croissance dans les nombreux nouveaux centres de la révolution industrielle, dont la plupart se trouvent dans le nord-ouest de l'Angleterre, mais où il y a le moins de paroisses. La pauvreté et le dénuement effroyables parmi les travailleurs immigrés dans les nouvelles industries manufacturières représentent un énorme défi pour l'église, entraînant une énorme pression sur les ressources des paroisses. Il continue à s'intéresser profondément au sort des esclaves antillais, prêchant et faisant activement campagne contre la traite des esclaves et prenant part à de nombreux débats à la Chambre des lords, devenant connu comme un abolitionniste réputé. Il s'intéresse particulièrement aux affaires de la Société pour la propagation de l'Évangile dans les régions étrangères, en particulier en ce qui concerne le rôle de l'Église d'Angleterre dans l'administration des plantations de Codrington à la Barbade, où environ 300 esclaves appartiennent à la Société.
Reconnu comme érudit et prédicateur populaire, c'est en 1783 que le jeune évêque attire d'abord l'attention nationale en prêchant son sermon le plus célèbre et le plus influent.

## Sermon d'anniversaire
Porteus profite de l'occasion offerte par l'invitation à prêcher le sermon d'anniversaire de 1783 de la Société pour la propagation de l'Évangile dans les régions étrangères pour critiquer le rôle de l'Église d'Angleterre, ignorant le sort des 350 esclaves sur ses plantations de Codrington à la Barbade et pour recommander des moyens par lequel le sort des esclaves pourrait être amélioré.
C'est un plaidoyer passionné et bien motivé pour la civilisation, l'amélioration et la conversion des esclaves nègres dans les îles britanniques des Indes occidentales et est prêché à l'église de St Mary-le-Bow devant quarante membres de la société, dont onze évêques de l'Église d'Angleterre. Comme cela tombe en grande partie dans l'oreille d'un sourd, Porteus commence ensuite à travailler sur son plan pour la conversion effective des esclaves du domaine de Codrington, qu'il présente au comité SPG en 1784 et, lorsqu'il est refusé, à nouveau en 1789. Sa consternation face au rejet de son plan par les autres évêques est palpable. Son journal de la journée révèle son indignation morale face à la décision et à ce qu'il considère comme la complaisance apparente des évêques et du comité de la société face à sa responsabilité pour le bien-être de ses propres esclaves.
Ce sont les premiers défis à l'établissement d'une campagne de 26 ans pour éradiquer l'esclavage dans les colonies britanniques des Antilles. Porteus apporte une énorme contribution et se tourne vers d'autres moyens d'atteindre ses objectifs, notamment l'écriture, l'encouragement des initiatives politiques et le soutien à l'envoi de missionnaires à la Barbade et à la Jamaïque. Profondément préoccupé par le sort des esclaves à la suite des rapports qu'il reçoit, Porteus devient un abolitionniste engagé et passionné, le plus important clerc de son époque à prendre une part active à la campagne contre l'esclavage. Il s'implique dans le groupe d'abolitionnistes de Teston dans le Kent, dirigé par Sir Charles Middleton, et fait rapidement la connaissance de William Wilberforce, Thomas Clarkson, Henry Thornton, Zachary Macaulay et d'autres militants engagés. Beaucoup de ce groupe sont membres de la soi-disant Secte de Clapham des réformateurs sociaux évangéliques et Porteus leur apporte volontiers son soutien ainsi qu'à leurs campagnes.
Alors que le projet de loi de Wilberforce pour l'abolition de la traite des esclaves est soumis au parlement britannique à maintes reprises pendant 18 ans à partir de 1789, Porteus fait campagne vigoureusement et soutient énergiquement la campagne au sein de l'Église d'Angleterre et du banc des évêques de la Chambre des lords.

## Évêque de Londres
En 1787, Porteus est transféré à l'évêché de Londres sur les conseils du premier ministre William Pitt, poste qu'il occupe jusqu'à sa mort en 1809. Comme d'habitude, il est également nommé au Conseil privé et doyen de la chapelle royale. En 1788, il soutient le projet de loi sur la traite des esclaves de Sir William Dolben du banc des évêques pour arriver à obtenir l'adoption de la loi sur la traite des esclaves en 1807.
Compte tenu de son engagement passionné dans le mouvement anti-esclavagiste et de son amitié avec d'autres abolitionnistes de premier plan, il est particulièrement bien placé qu'en tant qu'évêque de Londres, car il se retrouve désormais officiellement responsable du bien-être spirituel des colonies britanniques à l'étranger. Il est responsable de missions aux Antilles, ainsi qu'en Inde, et vers la fin de sa vie finance personnellement l'envoi des écritures dans la langue de nombreux peuples aussi éloignés que le Groenland et l'Inde.
Homme au principe moral fort, Porteus est également passionnément préoccupé par ce qu'il considère comme la décadence morale de la nation au XVIIIe siècle, et fait campagne contre les tendances qu'il considère comme des facteurs contributifs, tels que les jardins d'agrément, les théâtres et le non-respect du jour du Seigneur. Il s'assure le soutien de son amie Hannah More, ancienne dramaturge et bluestocking, pour écrire des ouvrages contre la méchanceté de l'immoralité et des comportements licencieux qui sont courants lors de ces événements. Il s'oppose vigoureusement à la diffusion des principes de la Révolution française ainsi qu'à ce qu'il considère comme les doctrines impies et dangereuses de The Age of Reason de Thomas Paine. En 1793, sur la suggestion de Porteus, Hannah More publie Village Politics, une courte brochure destinée à contrer les arguments de Paine, le premier d'une série de pamphlets populaires destinés à s'opposer à ce qu'ils considèrent comme l'immoralité dominante de l'époque.

## Autres réformes
Pendant la période révolutionnaire, Porteus est en mesure d'influencer l'opinion dans les cercles influents de la Cour, du gouvernement, de la ville de Londres et des plus hauts échelons de la société géorgienne. Porteus fait cela, en partie en encourageant le débat sur des sujets aussi divers que la traite des esclaves, l'Émancipation des catholiques, le salaire et les conditions du clergé mal payé, les excès perçus des divertissements qui ont lieu le dimanche. Il est également nommé membre du Conseil pour l'encouragement de l'agriculture et l'amélioration interne en 1793. Il est actif dans la création d'écoles du dimanche dans chaque paroisse, l'un des premiers patrons de la Church Mission Society et l'un des membres fondateurs de la British and Foreign Bible Society, dont il est vice-président.
Il est un partisan bien connu de la lecture personnelle de la Bible et donne même son nom à un système de dévotions quotidiennes utilisant la Bible porteusienne, publiée après sa mort, mettant en évidence les passages les plus importants et les plus utiles; et est responsable de la nouvelle innovation de l'utilisation des tracts par les organisations ecclésiales. Toujours homme de l'Église d'Angleterre, Porteus est, cependant, heureux de travailler avec les méthodistes et les dissidents et reconnait leurs contributions majeures dans l'évangélisation et l'éducation.
En 1788, George III tombe de nouveau dans l'une de ses périodes de troubles mentaux (maintenant diagnostiqués comme Porphyrie). L'année suivante, un service d'action de grâces pour son rétablissement a lieu dans la cathédrale Saint-Paul, au cours de laquelle Porteus lui-même prêche.
La guerre contre Napoléon débute en 1794 et dure 20 ans. Comme évêque de Londres il célèbre non seulement les services d'action de grâce pour les victoires britanniques aux batailles du cap Saint-Vincent, du Nil et de Copenhague, mais aussi la grande effusion nationale de tristesse à la mort de Nelson en 1805 et son service funèbre d'État dans la cathédrale Saint-Paul en 1806.
Après un déclin progressif de sa santé au cours des trois années précédentes, il meurt au palais de Fulham en 1809 et, selon ses vœux, est enterré à l'église St Mary, à Sundridge dans le Kent - à deux pas de sa maison de campagne dans le village - un endroit où il aimait se retirer chaque automne.

## Héritage

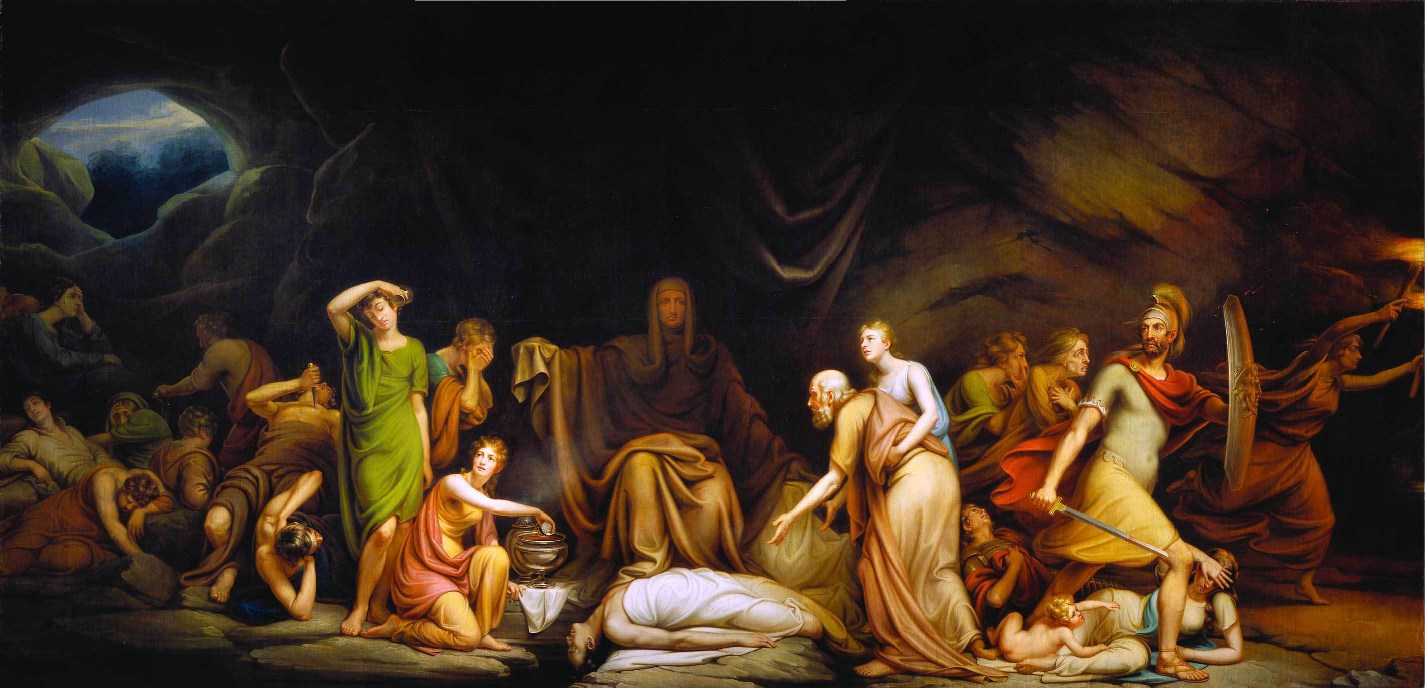
Rembrandt Peale, The Court of Death est basé sur le poème Death: A Poetical Essay de Beilby Porteus.

Beilby Porteus est l'une des figures d'église les plus importantes, bien que sous-estimées, du XVIIIe siècle. Ses sermons continuent à être lus, et son héritage en tant que premier abolitionniste est tel que son nom était presque aussi connu au début du XIXe siècle que ceux de Wilberforce et Thomas Clarkson - mais 100 ans plus tard, il devient l'un des «abolitionnistes oubliés», et aujourd'hui son rôle est largement ignoré et son nom est consigné dans les notes de bas de page de l'histoire. Son principal titre de gloire au XXIe siècle est son poème sur la mort et comme le prétendu prototype du pompeux Mr Collins dans Orgueil et Préjugés de Jane Austen.
Mais il est ironique que la contribution la plus durable de Porteus ait été celle pour laquelle il est peu connu, le Sunday Observance Act de 1781 (une réponse à ce qu'il considérait comme la décadence morale de l'Angleterre), qui légifère sur la manière dont le public est autorisé à passer son temps de Loisir le week-end pendant les 200 années suivantes, jusqu'à l'adoption du Sunday Trading Act de 1994.
Son héritage se perpétue, cependant, dans le fait que la campagne qu'il a contribué à lancer a finalement conduit à la transformation de l'Église d'Angleterre en un mouvement international avec la mission et la justice sociale.

## Travaux
- Death: A Poetical Essay (1759)
- A Review of the Life and Character of Archbishop Secker (1770)
- On a Life of Dissipation (1770)
- An Essay on the Transfiguration of Christ (1788)
- Letter to the British West India Islands (1808)